# Panino (obwód woroneski)
Panino (ros. Панино) – osiedle typu miejskiego w Rosji, w obwodzie woroneskim, ośrodek administracyjny rejonu panińskiego. W 2010 liczyło 6672 mieszkańców.